# Галишта
Галишта или Галишча (грч. Ομορφοκκλησιά, до 1926. грч. Γκάλιστα) је насељено место у општини Костур у периферији Западна Македонија, Грчка. Према попису из 2021. године било је 19 становника.
Према бугарском географу и историчару, Василу Канчову, у Брештенима је 1900. године живело 600 Словена хришћана и 160 Словена муслимана. До 1924. године Галишта су била словенско насеље, након тога муслиманско становништво је принудно исељено у Турску а на њихово место су насељене грчке избегличке породице из Турске, укупно 113 особа. Током Другог светског рата и грађанског рата село је доста страдало, због чега су се иселиле 22 словенске пордице и известан број појединаца.